# Новоіванівка (Курманський район)
Новоіва́нівка (крим. Novoivanivka) — село Курманського району Автономної Республіки Крим.

## Історія
У Новоіванівці виявлено залишки поселення доби неоліту.